# Graciliano Afonso
Graciliano Afonso Naranjo (n. La Orotava; 1775 - f. Las Palmas de Gran Canaria; 1861) fue un poeta, traductor y teórico de la literatura. Su figura está vinculada al romanticismo en Hispanoamérica y en las Islas Canarias y a la heterodoxia.

## Biografía
Hijo del pintor Cristóbal Afonso, quien fuera maestro del imaginero Luján Pérez, a una edad temprana se trasladó a Las Palmas de Gran Canaria, en cuyo seminario, bajo la tutela del obispo Tavira, realizará sus estudios, que terminará en Alcalá de Henares, donde se doctora en Leyes.
Obtiene la canonjía doctoral a la Catedral y pronto cobrará protagonismo en los asuntos de la Diócesis de Canarias y de la Isla.
Elegido diputado a Cortes en el trienio liberal, defenderá los intereses de la Diócesis de Canarias frente a los de La Laguna, actitud que le enfrentaba a los hermanos Bencomo. Fracasado el periodo constitucional con la llegada de los Cien Mil Hijos de San Luis, el doctoral será declarado reo de lesa majestad y condenado a muerte. Emprende el camino del exilio, que lo lleva en diversas fases a Cumaná, Puerto Rico y Trinidad de Barlovento. En Venezuela, conocerá a José Tadeo Monagas y comenzará a fraguar un discurso sobre la emancipación.
Tras la muerte del rey Fernando VII de España, será amnistiado y regresará a Canarias, donde se reintegrará a su plaza en la Catedral y se dedicará a la enseñanza. Destacará por su papel en las epidemias del cólera morbo que sufrió la ciudad de Las Palmas de Gran Canaria, junto con el obispo Codina (véase: Pandemias de cólera en España).

## Obra
Graciliano Afonso desarrolla su actividad literaria en diversas vertientes. 
La primera obra de Graciliano Afonso define muy a las claras su talante liberal; se trata de un "Poema al mal comportamiento de algunos de sus paisanos en la defensa que hizo Santa Cruz contra el almirante Nelson" (1797). 
Si bien gran parte de su obra se encuentra manuscrita y se conserva, en su práctica totalidad, en el Museo Canario, las producciones que vieron la luz definen el tránsito hacia el romanticismo del autor y su preferencia por la tradición clásica. Así, el primer libro poético que se imprimió en Puerto Rico, en 1838, se inserta en la poesía anacreóntica: se trata de El beso de Abibina, acompañado por una traducción de las odas de Anacreonte y Los amores de Leandro y Hero, de Museo.
Antes de su regreso a Canarias, publicará el poema "A la muerte de Fernando VII" y, en las Islas, El sepulcro y la capilla de Cairasco (1840), en el que confiesa su filiación al primero de los poetas canarios, y la oda Colón (1840), dedicada a Bartolomé Martínez de Escobar, en la que se realiza la primera acusación directa contra el conquistador; discurso que se verá reforzado en El juicio de Dios o la reina Ico (1841). Además de algunas composiciones poéticas de índole circunstancial, la obra sin duda que ejerció una influencia determinante en la literatura de las Islas es la Oda al Teide, obra poética que comenzará a escribir en la bahía de Tenerife en el periodo de cuarentena y que no verá la luz hasta 1853, junto con otras tres composiciones más que son reflejo de su trayectoria poética: dos poemas breves ("A Solina" y "El espejo de Solina"), ambas de la época de su exilio; dos leyendas canarias "Las hojas de la encina o San Diego del Monte" y "Zebensayas", muy al gusto de la época gracias al propio Afonso y a la efímera publicación La Aurora. La Oda viene precedida de una "Advertencia preliminar que supone el primer tiento teórico sobre la literatura canaria. Se trata de un texto escrito a posteriori, probablemente con vistas a la publicación del libro. En ella hace un recorrido por la poesía de las Islas y establece una suerte de poética. 
El resto de su obra impresa está dedicado a la traducción: obras de Alexander Pope (El ensayo sobre la crítica (1840) y El rizo robado(1851); Virgilio (la Eneida, traducido en verso endecasílabo (1854), y el volumen Noticias sobre P. Virgilio Marón y traducción en verso de sus diez églogas (1855) y Horacio (Tratado del arte poética dirigida a los pisones (1856); todas ellas responden a la necesidad de ilustrar a la juventud canaria en un contexto de pobreza y de alto grado de analfabetismo como el que se vivía en Canarias durante el siglo XIX.

### Del autor
- Las bragas de San Grifón : novela del abate Giambattista Casti traducida por el Doctoral de Canarias, ed. de Antonio Becerra Bolaños, Ediciones del Cabildo Insular de Gran Canaria, 2004.
- Oda al Teide. El juicio de Dios o la reina Ico, Ediciones Idea, Santa Cruz de Tenerife, 2004.
- El Mar. Oda al Teide, ed. de Antonio Becerra Bolaños, Archi Pliego, Las Palmas de Gran Canaria, 2005.

### Sobre el autor
- AA.VV.: Ilustración y pre-romanticismo canarios: una revisión de la obra del doctoral Graciliano Afonso (1775-1861), Eugenio Padorno / Germán Santana Henríquez (eds.), Excmo. Ayuntamiento de Arucas, Fundación Mapfre Guanarteme de Arucas, Servicio de Publicaciones de la Universidad de Las Palmas de Gran Canaria, 2003.
- Alfonso ARMAS AYALA: «El neoclasicismo en Canarias», Separata de la Revista El Museo Canario, n.º 15, Las Palmas, julio-agosto-septiembre de 1945.
- ---: «Un preceptista canario», Separata de la Revista El Museo Canario, n.º 19, Las Palmas, julio-agosto-septiembre de 1946.
- ---: «Graciliano Afonso, un diputado canario de las Cortes de 1821 desterrado en América», Anuario de Estudios Atlánticos, Madrid-Las Palmas, núm. 3, pp. 387-451.
- ---: «Graciliano Afonso, un prerromántico español», Revista de Historia Canaria, núm. XXIII-XXVIIII, La Laguna, 1957-61.
- ---: «Del Neoclasicismo al Prerromanticismo: los poetas prerrománticos», en AAVV, Noticias de la Historia de Canarias, Sebastián de la Nuez Caballero(dir.), Cupsa Editorial-Editorial Planeta, Madrid, 1981, III, pp.104-108.
- ---: Palabras y líneas, Intr. de Yolanda Arencibia, La Caja de Canarias, Las Palmas, 1991.
- ---: Graciliano Afonso: Prerromántico e Ilustrado, Cabildo Insular de Gran Canaria, Las Palmas, 1993.
- Joaquín ARTILES e Ignacio QUINTANA: Historia de la Literatura Canaria, Excma. Mancomunidad de Cabildos de Las Palmas, 1978.
- Antonio BECERRA BOLAÑOS: «La sonrisa de Ciprina», La palabra y el deseo, Germán Santana Henríquez (ed.), Las Palmas de Gran Canaria, Servicio de Publicaciones y Producción Documental de la ULPGC, 2002.
- ---: «Dos versiones de una novela de Giambattista Casti», Philologica canariensia, Universidad de Las Palmas de Gran Canaria, N.º 10-11. pp.209-224 (2004-2005).
- ---: «La poesía ‘americana’ de Graciliano Afonso», Anuario de Estudios Atlánticos, Patronato de la Casa de Colón, n.º 51 pp.45-60 (2005).
- ---: «El derecho de los sin derechos: el pensamiento de Graciliano Afonso», Libro de Actas del XVI Coloquio de Historia Canario Americana, Casa de Colón. Cabildo de Gran Canaria, pp.881-893, 2006.
- ---: La conformación de un canon: Graciliano Afonso, Cabildo de Gran Canaria, 2010.
- Francisco Javier CASTILLO: «La divulgación de la obra de Chaucer en español. Algunas observaciones sobre una versión indirecta de The Merchant's tale», Revista de Filología de la Universidad de La Laguna, n.º 12, La Laguna, 1993, pp. 17-62.
- Alberto GIL NOVALES (dir. y red.): Diccionario Biográfico del Trienio Liberal (DBTL), Madrid, Ediciones El Museo Universal, 1991.
- JORDÉ: Visiones y hombres de la isla, Las Palmas, Imprenta Rexach, 1955.
- Marcos MARTÍNEZ: Las Islas Canarias en la antigüedad clásica, Centro de la Cultura Popular Canaria, 2002.
- Agustín MILLARES CARLO y Manuel HERNÁNDEZ SUÁREZ: Biobibliografía de autores canarios, I, Excma. Mancomunidad de Cabildos de Las Palmas, 1978.
- Eugenio PADORNO: «Sobre la formación de Canario Cántico. De Cairasco de Figueroa (1538-1610) a Graciliano Afonso (1775-1861)», Philologica Canariensia, Revista de Filología de la Universidad de Las Palmas de Gran Canaria, n.º 2-3, 1996-1997, p. 510.
- ---: Algunos materiales para la definición de la poesía canaria, Ediciones del Cabildo de Gran Canaria, Las Palmas de Gran Canaria, 2000. Nueva Biblioteca Canaria
- ---: «Una reflexión sobre el imaginario insular», Studia humanitatis in honores, Germán Santana Henríquez y Victoriano Santana Sanjurjo (editores), Las Palmas de Gran Canaria, Universidad de Las Palmas de Gran Canaria, 2002.
- Josefina RIVERA DE ÁLVAREZ: Diccionario de literatura puertorriqueña, Instituto de Cultura puertorriqueña, 1974.
- Francisco SALAS SALGADO: «Sobre la traducción de la Eneida de Graciliano Afonso», Revista de Filología, núms. 8/9, Universidad de La Laguna, 1989-90.
- ---: «Tragedia clásica y preceptiva romántica: a propósito de las Noticias históricas del drama griego de Graciliano Afonso», Fortunatae, núm. 1, Universidad de La Laguna, 1991.
- ---: «Acercamiento formal a un poema latino del XIX en Canarias: el In promptu de Graciliano Afonso», Fortunatae, núm. 2, Universidad de La Laguna, 1991, pp. 297- 312.
- ---: Humanistas canarios de los siglos XVI a XIX, Servicio de Publicaciones Universidad de La Laguna, 1999, II. Colección Estudios y ensayos
- ---: «La huella de Catulo en El beso de Abibina de Graciliano Afonso: a propósito de la oda 11», Fortunatae, 12, 2000-2001.
- ---: «Notas sobre la pervivencia clásica: el poema «A D, Bartolomé Martínez de Escobar», de Graciliano Afonso», Instituto de Estudios Canarios, La Laguna, Tenerife, [2001] 2002, XLVI.